# Espace Aubrac
L'Espace Aubrac est un domaine nordique situé dans le massif de l'Aubrac à cheval sur trois départements appartenant à deux régions différentes avec le Cantal (Auvergne-Rhône-Alpes), l'Aveyron et la Lozère (Occitanie).

## Le domaine
Le site dispose de 200 kilomètres de pistes balisée qui évoluent entre 1 220 et 1 400 mètres d'altitude entre forêts et hauts-plateaux de l'Aubrac. 
Elles sont prévues pour le pas alternatif et le skating et relient 5 sites : Aumont-Aubrac, Brameloup, Laguiole - Le Bouyssou, Nasbinals et Saint-Urcize.
Il dispose d'une dizaine de sentiers raquettes ainsi qu'une piste de chiens de traineaux.